# Platja de Canyelles (Llançà)
La platja de Canyelles és una platja semiurbana del municipi de Llançà (Alt Empordà) situada a ponent del cap Ras, al límit de llevant de la Badia de Llançà. Limita a llevant amb la punta de la Figuera i a ponent amb la punta del Cros, un monticle rocallós que s'endinsa en el mar i que la separa de la platja del Cros. Té una longitud de 380 m i una amplada mitjana de 20 m, amb sorra molt gruixuda i un pendent d'entrada a l'aigua suau. Es manté pràcticament verge. No disposa de cap tipus de servei. S'hi accedeix pel camí de ronda, que forma part del GR-92 i que recorre tot el cap Ras.